# AKS-452
AKS-452 — кандидат на вакцину проти COVID-19, розроблений на власній біотехнологічній платформі нідерландською компанією «Akston Biosciences». Вакцина розроблена для вироблення змішану імунну відповідь проти рецептор-зв'язуючого домену білка нового коронавірусу. Оскільки джерело імунної відповіді є первинним локусом цього білка, то ця вакцина найімовірніше буде ефективною й до мутантних форм вірусу. На відміну від інших вакцин, які необхідно зберігати в холодильнику або навіть глибоко заморожувати для транспортування та зберігання, вказано, що «AKS-452» зберігає стабільність протягом щонайменше півроку при температурі 25 °C, а при зберіганні при температурі 37 °C вона утримує свою іммуногенність протягом місяця. Це може значно спростити розподіл вакцини, і має вирішальне значення для вакцинації мільярдів людей, які не мають можливості отримання вакцини складним та дорогим транспортуванням вакцини з дотриманням холодового ланцюга.
Вакцина розроблена з використання стандартних недорогих технологій виробництва антитіл, з розрахунку, щоб одна виробнича лінія могла виробляти понад мільярд доз на рік на діючих заводах по всьому світу.

## Розробка та клінічні дослідження вакцини
Компанія «Akston Biosciences» провела невідкладну і швидку розробку, та клінічну оцінку вакцини «AKS-452». Вакцина виготовлена в США, але розроблена для задоволення специфічних потреб країн, що розвиваються — низькі витрати на виробництво та відсутність охолодження для транспортування чи використання вакцини.
Клінічне дослідження І фази показали, що вакцина «AKS-452» безпечна і добре переноситься. Найважливішим є те, що вакцина забезпечувала 100 % рівень сероконверсії в режимі одноразової дози 90 мікрограмів, а також у режимі подвійного дозування 45 мікрограмів.
Поточне відкрите клінічне дослідження ІІ фази, в якому беруть добровольці у віці від 18 до 85 років, проводиться для визначення безпеки, переносимості та імунногенності вакцини. Учасники отримають одну дозу по 90 мікрограмів або дві дози по 45 мікрограмів з інтервалом у 28 днів. Дослідження проводиться компанією «Weeda Clinical Research», а клінічне дослідження проводяться лікарнею «Supe Heart Hospital & Diabetes Hospital» та дослідницьким центром компанії в Індії, а також у 4 інших дослідницьких центрах у штаті Махараштра. Компанія «Akston Biosciences» виробляла вакцину для клінічних досліджень на своєму заводі за стандартами GMP в місті Беверлі в штаті Массачусетс.

## Застосування вакцини
Для запобігання поширенню вірусу SARS-Cov-2, і таким чином зменшити вплив пандемії COVID-19, необхідно створити достатній рівень імунітету до вірусу, який передається від людини до людини. Єдиний практичний спосіб зробити це та гарантувати, що пандемія не повториться — це вакцинувати дуже високу частку населення в усьому світі, та підтримувати високий рівень імунітету протягом тривалого періоду часу. Вакцина компанії «Akston Biosciences» AKS-452 проти COVID-19 забезпечує практичне вирішення проблеми вакцинації та зміцнення імунітету людей проти коронавірусу у всьому світі. Команда компанії швидко зрозуміла, що її платформу Fc-fusion для білків можна використовувати для розробки вакцини, яка може транспортуватися при кімнатній температурі, виготовлятися за дуже низькою вартістю, і може застосовуватися для повторного введення при ослабленні імунної системи особи.